# Organizacja Badr
Organizacja Badr – wojskowa formacja szyicka związana w latach 1982-2012 z Najwyższą Radą Islamską w Iraku, od 2012 działająca samodzielnie.

## Historia
W 1982 w Teheranie grupa szyickich duchownych z An-Nadżafu, zbiegłych z Iraku w obawie przed represjami ze strony rządu Saddama Husajna, utworzyła Najwyższą Radę Rewolucji Islamskiej w Iraku, której celem miało być rozszerzenie rewolucji islamskiej z Iranu na Irak. Formacja powstała za zgodą i przy poparciu władz Iranu. Jej pierwszym przywódcą został Muhammad Bakir al-Hakim. Brygada Badr była zbrojnym ramieniem Rady. Została utworzona i wyszkolona przez irański Korpus Strażników Rewolucji Islamskiej; do 2003 oficerowie w brygadzie również pochodzili wyłącznie z Korpusu. Jej żołnierzy rekrutowano m.in. spośród irackich jeńców wojennych w wojnie iracko-irańskiej. Brygada walczyła w wojnie po stronie irańskiej, odgrywając pewną rolę w starciach na terenie Kurdystanu irackiego.
Brygada Badr, przy wsparciu ze strony Korpusu, wsparła powstanie szyitów irackich w 1991 (Iran oficjalnie nie zaangażował się w pomoc powstańcom); zostało ono brutalnie stłumione przez iracką Gwardią Republikańską.
Po obaleniu dyktatury Saddama Husajna podczas II wojny w Zatoce Perskiej działacze Najwyższej Rady Rewolucji Islamskiej i organizacji Badr przybyli do Iraku. Organizacja Badr liczyła wówczas 15 tys. żołnierzy. Po tym, gdy Zjednoczony Sojusz Iracki, szyicka koalicja, do której weszła m.in. Najwyższa Rada Rewolucji Islamskiej, wygrała wybory parlamentarne w Iraku w grudniu 2005, ministrem spraw wewnętrznych w rządzie Nuriego al-Malikiego został dotychczasowy dowódca organizacji Badr Bakir Dżabr az-Zubajdi. Za sprawą jego starań po debasyfikacji irackich sił zbrojnych i policyjnych miejsce zwalnianych funkcjonariuszy związanych ze zdelegalizowaną partią Baas zajęli w znacznej mierze żołnierze organizacji Badr. Za przyzwoleniem az-Zubajdiego organizacja Badr, razem z sadrystowską Armią Mahdiego, dopuszczała się na szeroką skalę zabójstw byłych działaczy partii Baas i terroryzowała ludność sunnicką Bagdadu. Niektórzy amerykańscy oficerowie działający w okupowanym Iraku twierdzili, że organizacja Badr dopuściła się w tym okresie zbrodni wojennych, świadomie zaplanowanych przez szyickich przywódców Iraku. Organizacja została stopniowo zintegrowana z tworzoną od podstaw nową, zdebasyfikowaną policją iracką; także po zakończeniu tego procesu dopuszczała się zbrodni na sunnitach.
W 2012 formacja zerwała z Najwyższą Radą Islamską i działa odtąd samodzielnie. Pozostaje blisko związana z siłami Ghods, częścią Korpus Strażników Rewolucji Islamskiej. Dowódcą organizacji Badr jest Hadi al-Amiri. Jest jedną z największych milicji szyickich działających w ramach koalicji Siły Mobilizacji Ludowej, jej liczebność szacuje się nadal na 15 tys. ludzi.